# Xinchang (köping i Kina, Sichuan, lat 29,78, long 103,68)
Xinchang (kinesiska: 新场镇, 新场) är en köping i Kina. Den ligger i provinsen Sichuan, i den sydvästra delen av landet, omkring 100 kilometer söder om provinshuvudstaden Chengdu.
Genomsnittlig årsnederbörd är 1 512 millimeter. Den regnigaste månaden är juli, med i genomsnitt 367 mm nederbörd, och den torraste är januari, med 14 mm nederbörd.